# Аяччо-6
Ая́ччо-6 (фр. Ajaccio-6, корс. Aiacciu-6) — упразднённый кантон во Франции, находился в регионе Корсика, департамент Южная Корсика. Входил в состав округа Аяччо.
Код INSEE кантона — 2A72. В кантон Аяччо-6 входила часть коммуны Аяччо.
Население кантона на 2008 год составляло 21 390 человек.